# CA Dudelange

Logo

CA Dudelange, offiziell Cercle Athletique Dudelange, kurz nur CAD, ist ein luxemburgischer Leichtathletikverein aus Düdelingen (französisch Dudelange). Heimstätte des Vereins ist das dortige Stade J.F. Kennedy. Bei den Frauen gewann der Verein in den Jahren 1996 bis 1999, 2002 bis 2004, 2007 und 2016 bis 2019 die nationale Mannschaftsmeisterschaft.
Für den Verein starteten unter anderem Roland Bombardella, René Kilburg, Lambert Micha, Marc Romersa und Michael Velter.

## Andere Abteilungen
Innerhalb des 1932 gegründeten Vereins bestanden früher auch Abteilungen für Handball und Basketball. In den Jahren 1956 bis 1959 wurde die Handballabteilung jeweils luxemburgischer Meister bei den Herren, noch im Jahr des letzten Triumphes wurde die Abteilung ausgegliedert und mit HB Dudelange ein eigenständiger Handballverein gegründet. Die Basketballabteilung bestand seit 1954 innerhalb des CA Dudelange und schloss sich 1959 dem ausgegliederten Handballverein an, zwölf Jahre später erfolgte die Gründung des T71 Dudelange.